# 게타리아

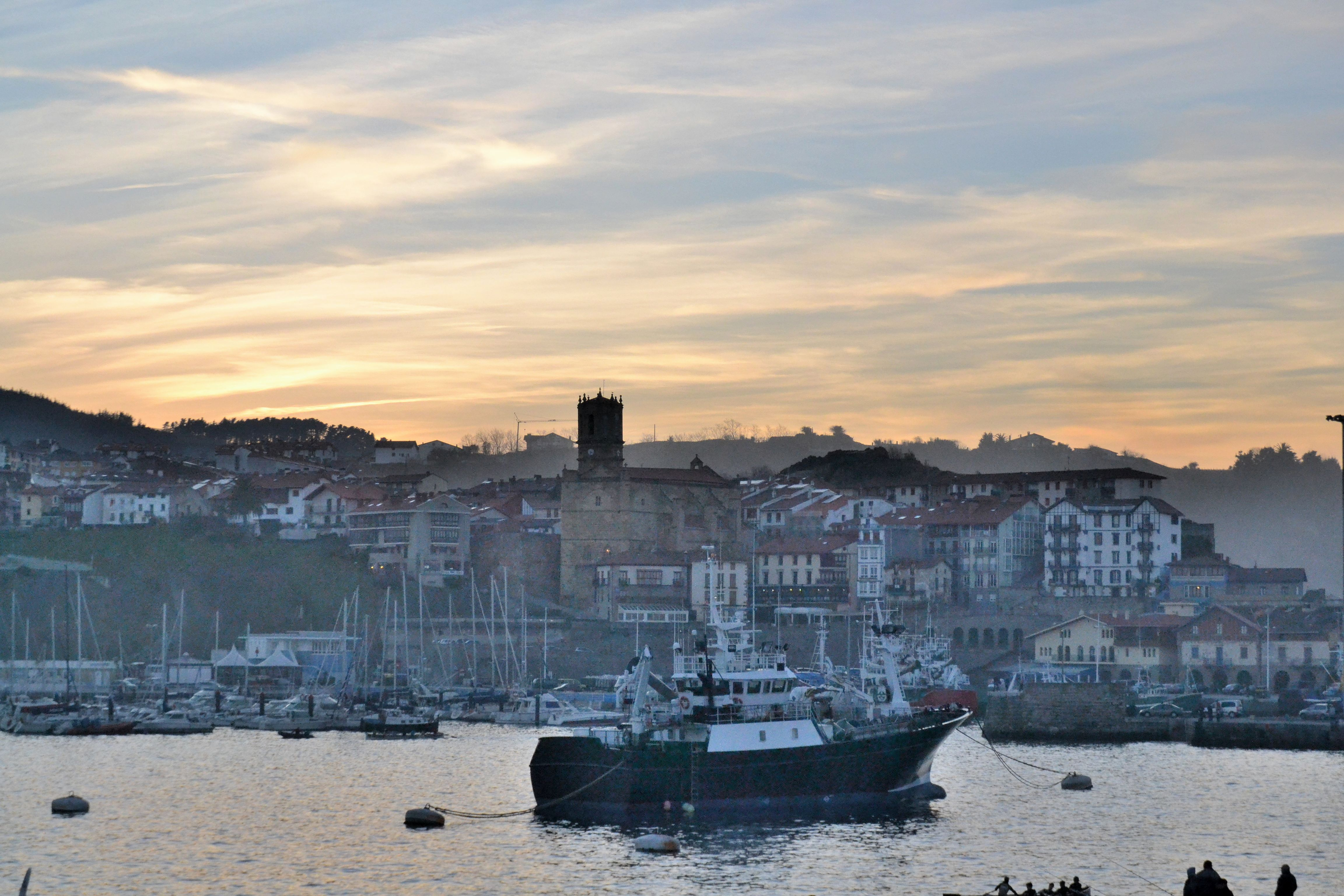
게타리아

게타리아(바스크어: Getaria, 스페인어: Guetaria)는 스페인 바스크 지방 기푸스코아 주에 위치한 도시로 면적은 10.6km2, 인구는 2,686명(2013년 기준), 인구 밀도는 253명/km2이다.